# Font del Bullidor (Vilanoveta)
La Font del Bullidor és una font de l'antic poble de Vilanoveta, de l'antic terme d'Hortoneda de la Conca, pertanyent a l'actual municipi de Conca de Dalt, al Pallars Jussà.
Està situada a 618 m d'altitud, al sector sud del terme, al sud-oest de Vilanoveta i a l'est-sud-est d'Aramunt. És a l'esquerra del riu de Carreu, prop d'on hi aiguavessa la llau Gran.